# Рокфелерова фондация
Рокфелеровата фондация (на английски: Rockefeller Foundation) е американска благотворителна организация със седалище в Ню Йорк.
Основана е на 14 май 1913 година от видния род индустриалци Рокфелер. Финансира проекти в целия свят, главно в областта на образованието, здравеопазването и науката. През 2015 година фондацията е на 39-о място в Съединените щати по размер на даренията (166 милиона долара), а активите ѝ са на стойност 4,1 милиарда долара.